# 페드로 에스파다 주니어
페드로 에스파다 주니어(Pedro Espada Jr., 1953년 10월 20일, 푸에르토리코 코아모 ~ )은 미국의 정치인으로 뉴욕주 부지사 권한대행이다.

## 학력
- 포덤 대학교

## 경력
- 1970년대 후반 맨해튼의 할렘, 로어 이스트 사이드, 사우스 브롱크스 커뮤니티 조직자 및 교육자
- 종합 커뮤니티 개발 기업 설립 사장
- 사운드뷰 건강 센터의 전무 이사
- 스티븐슨 커먼즈의 세입자 협회장
- 1978 사운드뷰 건강 센터 병원 예정
- 1981.10 ~ 1992 사운드뷰 건강 센터 병원
- 1993.01 ~ 1996.12 제190·191대 미국 뉴욕 제32구 상원의원
- 2001.01 ~ 2002.12 제194대 미국 뉴욕 제32구 상원의원
- 2002.02.04 민주당 탈당 및 공화당 입당
- 2009.01 ~ 2011.12 제198대 미국 뉴욕 제33구 상원의원
- 2009.06 ~ 2009.07 뉴욕 부지사 권한대행
- 2009.01 ~ 2010.12 주택 건설 및 지역사회 개발위원회 의장
- 2009.07 ~ 2010.12 뉴욕 상원 다수당 대표

## 역대 선거 결과
| 선거명        | 직책명                   | 대수  | 정당     | 득표율 | 득표수   | 결과 | 당락             |
| ------------- | ------------------------ | ----- | -------- | ------ | -------- | ---- | ---------------- |
| 1989년 선거   | 시의원 (뉴욕 제39선거구) | 63대  | 신동맹당 | 41.39% | 12,331표 | 2위  | 낙선             |
| 1992년 선거   | 상원의원 (뉴욕 제32부)   | 190대 | 민주당   | 79.78% | 42,003표 | 1위  | 뉴욕 주의원 당선 |
| 1994년 선거   | 상원의원 (뉴욕 제32부)   | 191대 | 민주당   | 90.41% | 32,523표 | 1위  | 뉴욕 주의원 당선 |
| 1996년 선거   | 상원의원 (뉴욕 제32부)   | 192대 | 자유당   | 21.09% | 11,954표 | 2위  | 낙선             |
| 2000년 선거   | 상원의원 (뉴욕 제32부)   | 194대 | 민주당   | 90.49% | 53,458표 | 1위  | 뉴욕 주의원 당선 |
| 2002년 선거   | 상원의원 (뉴욕 제32부)   | 195대 | 공화당   | 33.90% | 12,801표 | 2위  | 낙선             |
| 2003년 재선거 | 시의원 (뉴욕 제18선거구) | 69대  | 민주당   | 63.78% | 3,744표  | 1위  | 뉴욕 시의원 당선 |
| 2008년 선거   | 상원의원 (뉴욕 제33부)   | 198대 | 민주당   | 97.41% | 52,090표 | 1위  | 뉴욕 주의원 당선 |